# Kismet (film 1914)
Kismet è un film muto del 1914 diretto da Leedham Bantock.
Tratta dalla commedia Kismet di Edward Knoblock, la storia della figlia di un povero vagabondo che incontra il califfo in incognito e se ne innamora, fu portata sullo schermo in varie versioni. Il titolo deriva da qismet che può essere tradotto come fato o destino.

## Produzione
Il film fu prodotto dalla Zenith Film Company.

## Distribuzione
Distribuito dalla Zenith Film Company, il film uscì nelle sale cinematografiche britanniche nel 1914.

### Trasposizioni cinematografiche
- Kismet, regia di Leedham Bantock (UK) con Oscar Asche, Lily Brayton (1914)
- Kismet, regia di Louis J. Gasnier (Waldorf) con Otis Skinner, Rosemary Theby, Elinor Fair (1920)
- Il mendicante di Bagdad (Kismet), regia di John Francis Dillon (Warner Bros.) con Otis Skinner, Loretta Young, David Manners (1930)
- Kismet, regia di William Dieterle (Warner Bros.) con Gustav Fröhlich, Dita Parlo, Vladimir Sokoloff (1931)
- Kismet, regia di William Dieterle (MGM) con Ronald Colman, Marlene Dietrich, Edward Arnold (1944)
- Uno straniero tra gli angeli (Kismet), regia di Vincente Minnelli (MGM) con Howard Keel, Ann Blyth, Vic Damone, Dolores Gray (1955)